# Bandial (village)
Pour les articles homonymes, voir Bandial.
Bandial est un village du Sénégal situé en Casamance. Il fait partie de la communauté rurale d'Enampore,
dans l'arrondissement de Nyassia, le département de Ziguinchor et la région de Ziguinchor.

## Géographie
À vol d'oiseau, les localités les plus proches sont Pointe Saint-Georges, Santiaba, Jiromait, Elana, Kale, Bodé, Batinière, Boutem, Dilapao et Etama.

### Population
Lors du dernier recensement (2002), Bandial comptait 229 habitants et 32 ménages.